# Muzeum Českých drah v Olomouci
Muzeum Českých drah v Olomouci, nazývané také muzeum ČD Olomouc či Depozitář ČD Olomouc, je železniční muzeum a depo v olomoucké části Hodolany. Nachází se na adrese Táborská 4 nedaleko ústí Hodolanského podchodu železniční stanice Olomouc hlavní nádraží.

## Historie a popis
Muzeum je pobočkou Železničního muzea Lužná u Rakovníka, které vlastní společnost České dráhy. Budova (depo) bylo postaveno v roce 1950 a muzeum bylo oficiálně založeno v roce 2012. Je v bývalé remize a je pro veřejnost otevřeno pouze omezený počet dní v roce. Muzeum se zaměřuje na vystavování a údržbu historických vozidel. Mezí známé exponáty patří nejstarší dodnes provozuschopná lokomotiva celé Severní dráhy císaře Ferdinanda 314.303 z roku 1898 či nejmladší česká parní lokomotiva pro traťovou službu 464.202, zvaná Rosnička, z roku 1956. Zajímavostí je exteriérová točna a také expozice modelového kolejiště.

## Galerie

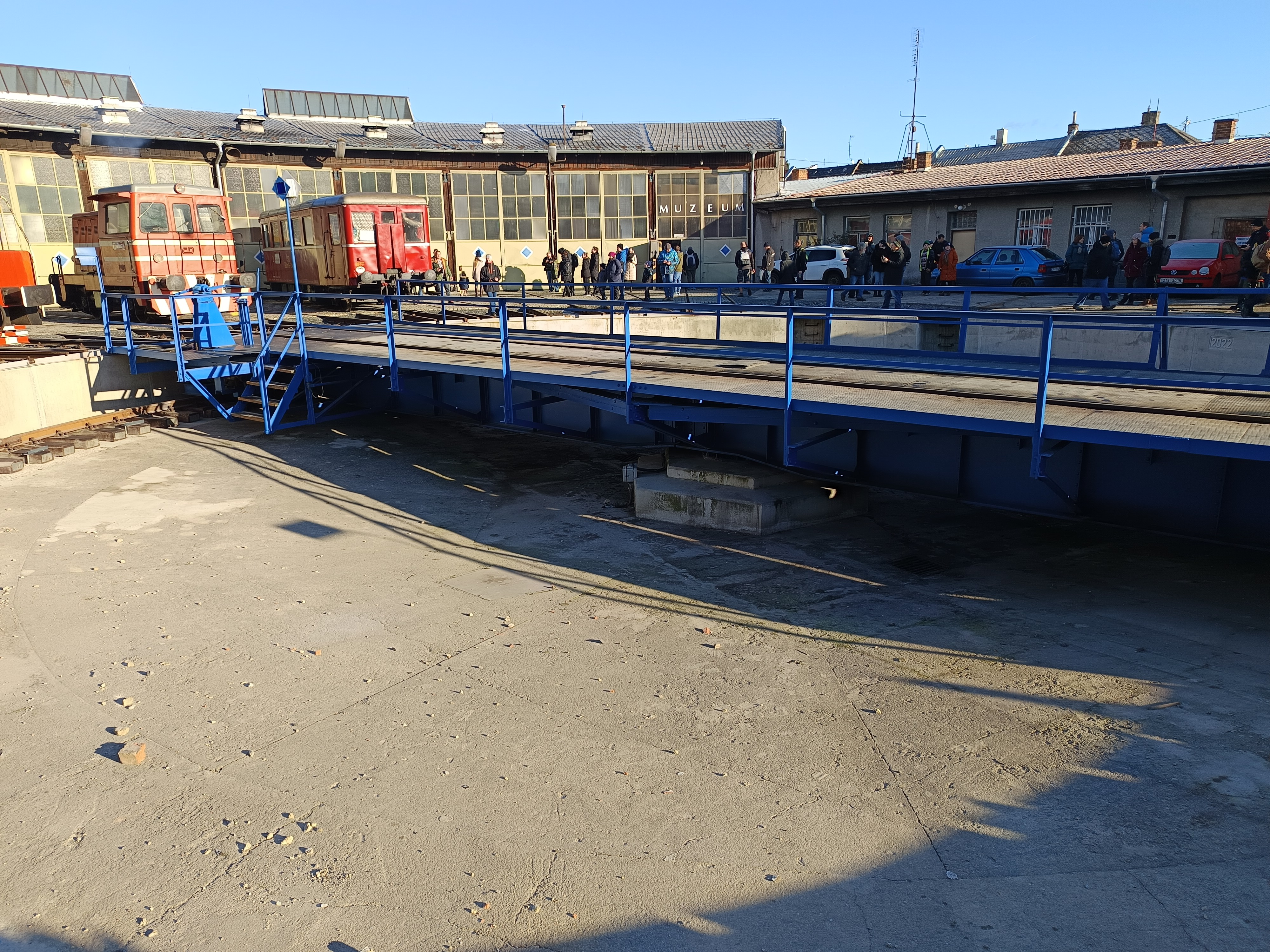
Točna
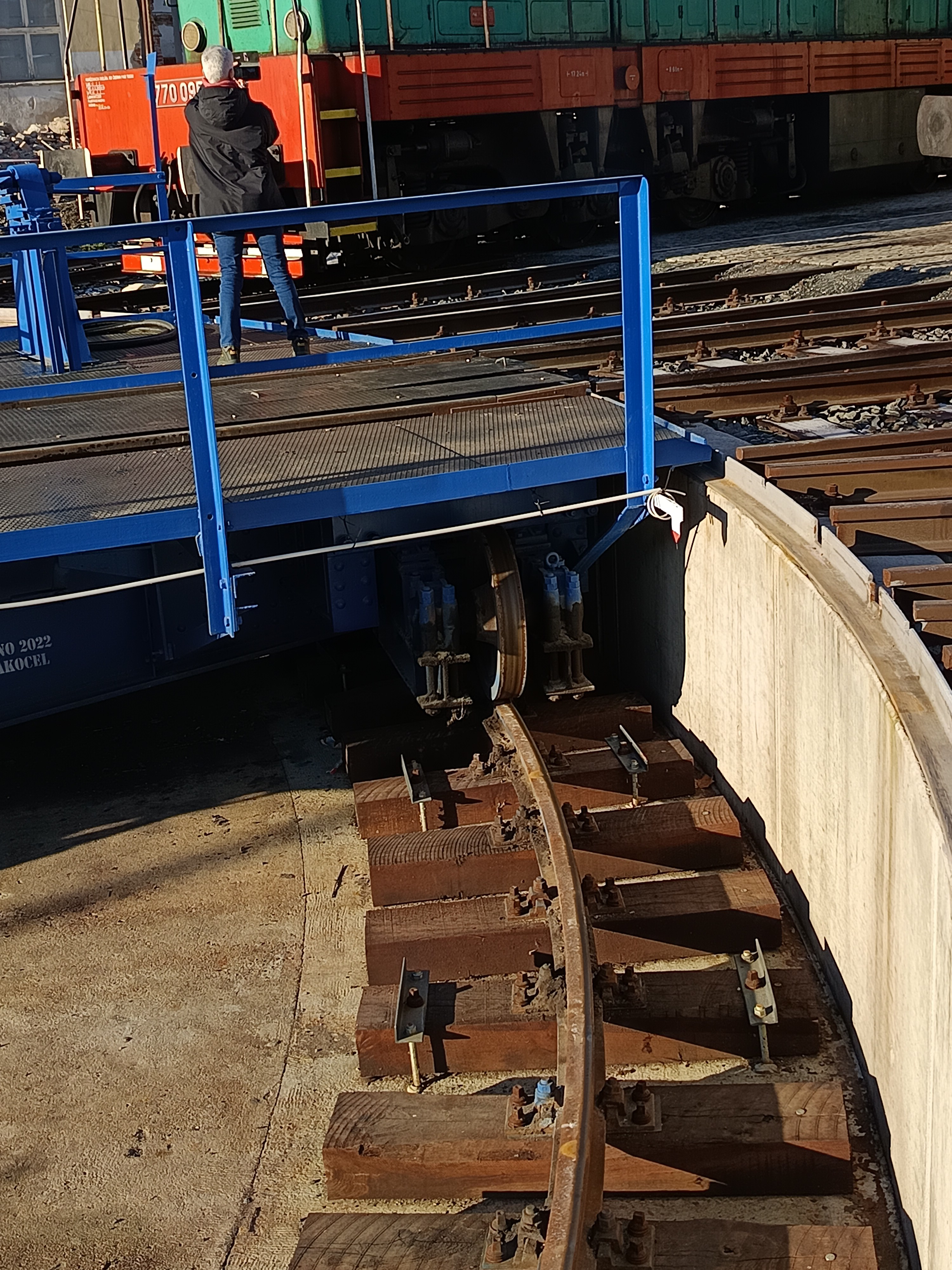
Točna
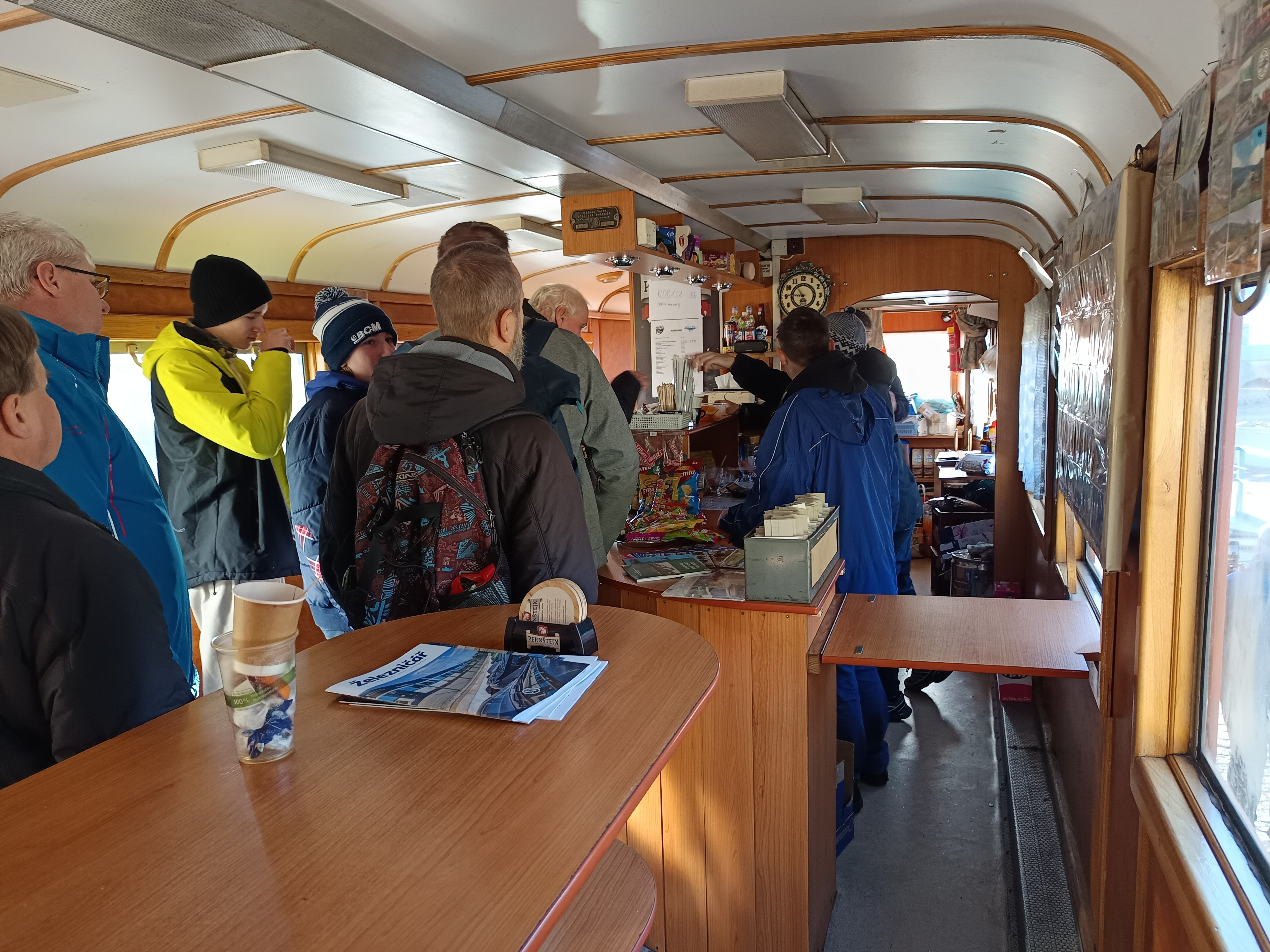
Interiér muzea
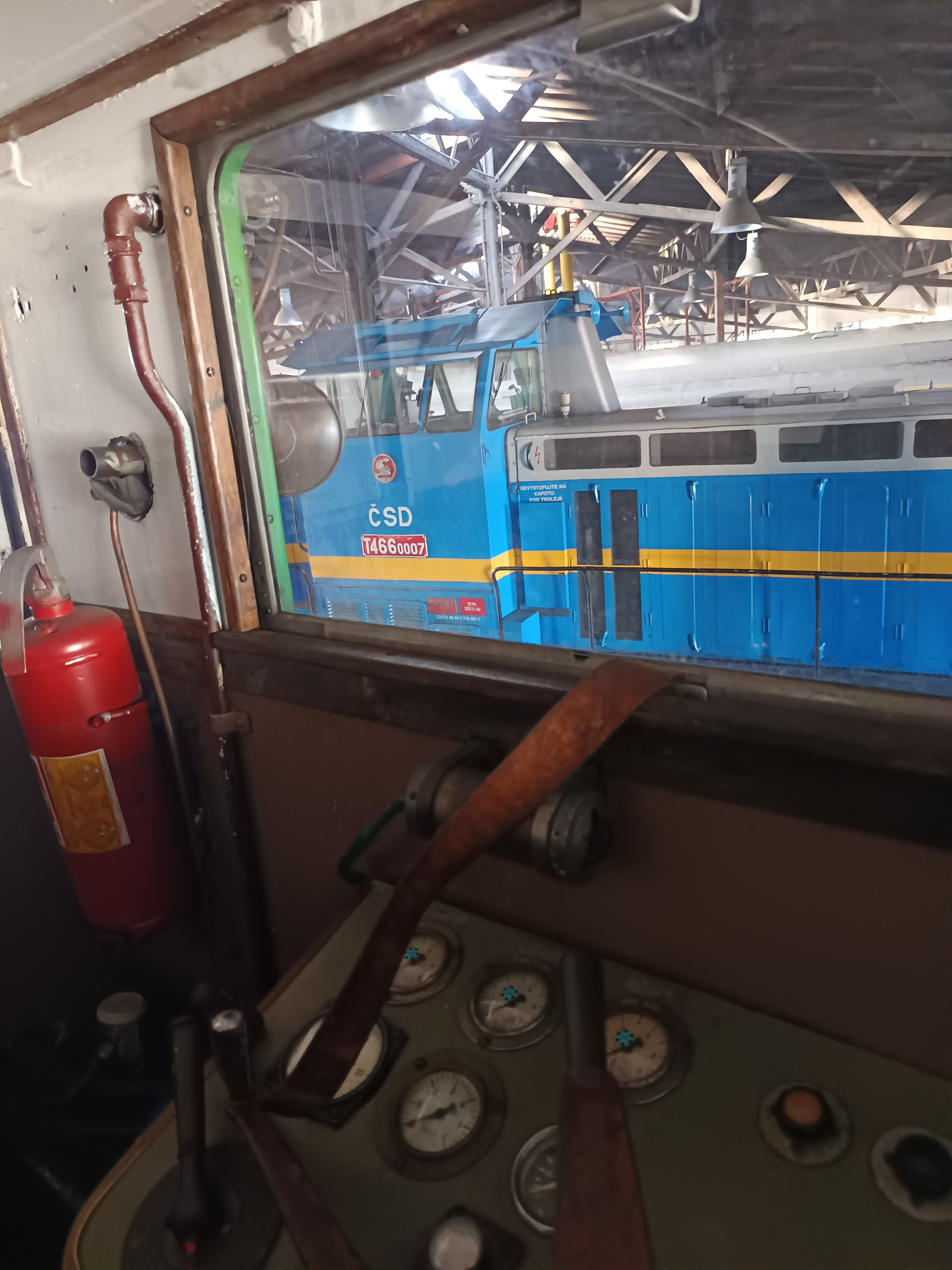
Interiér muzea
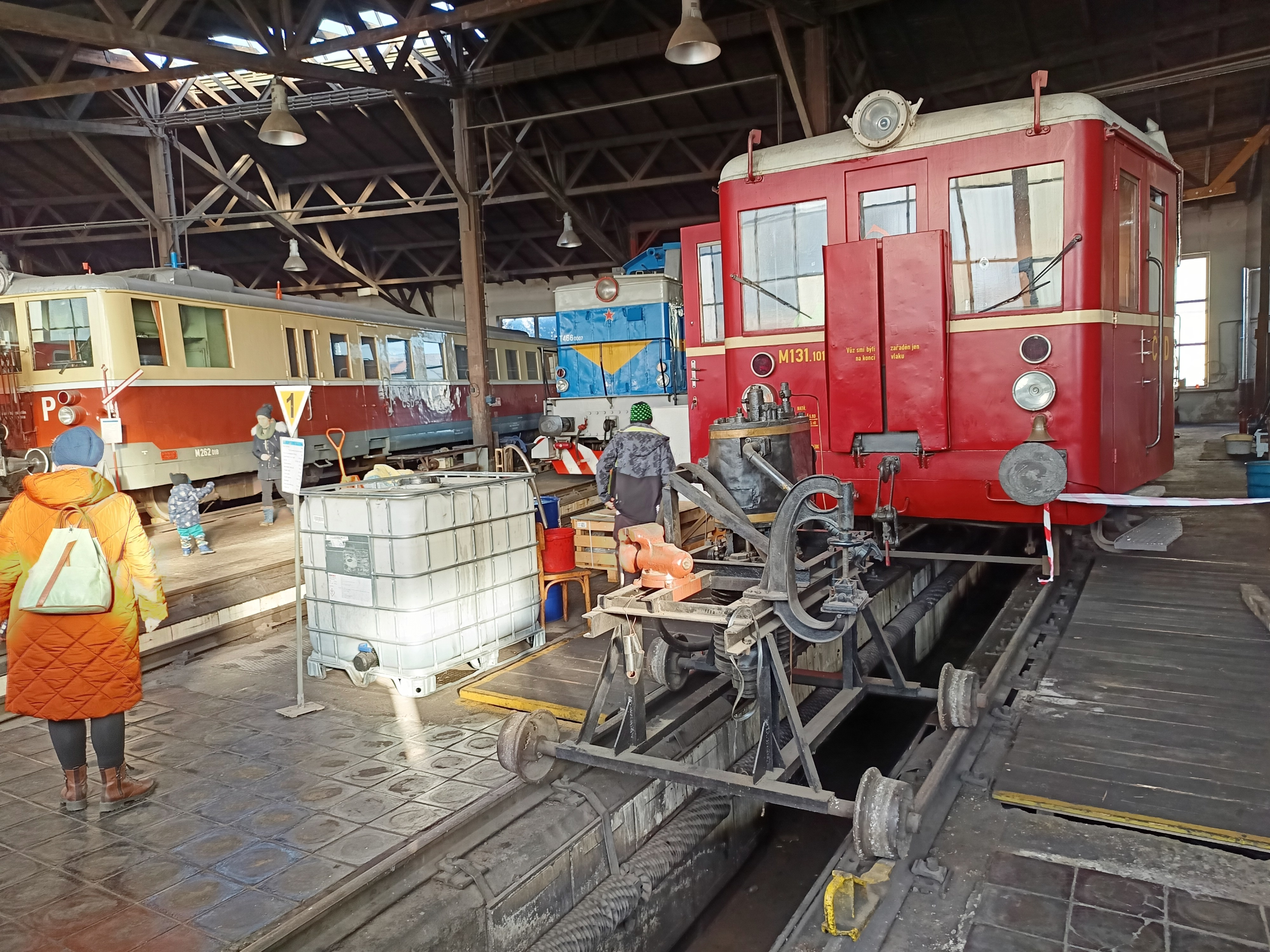
Interiér muzea
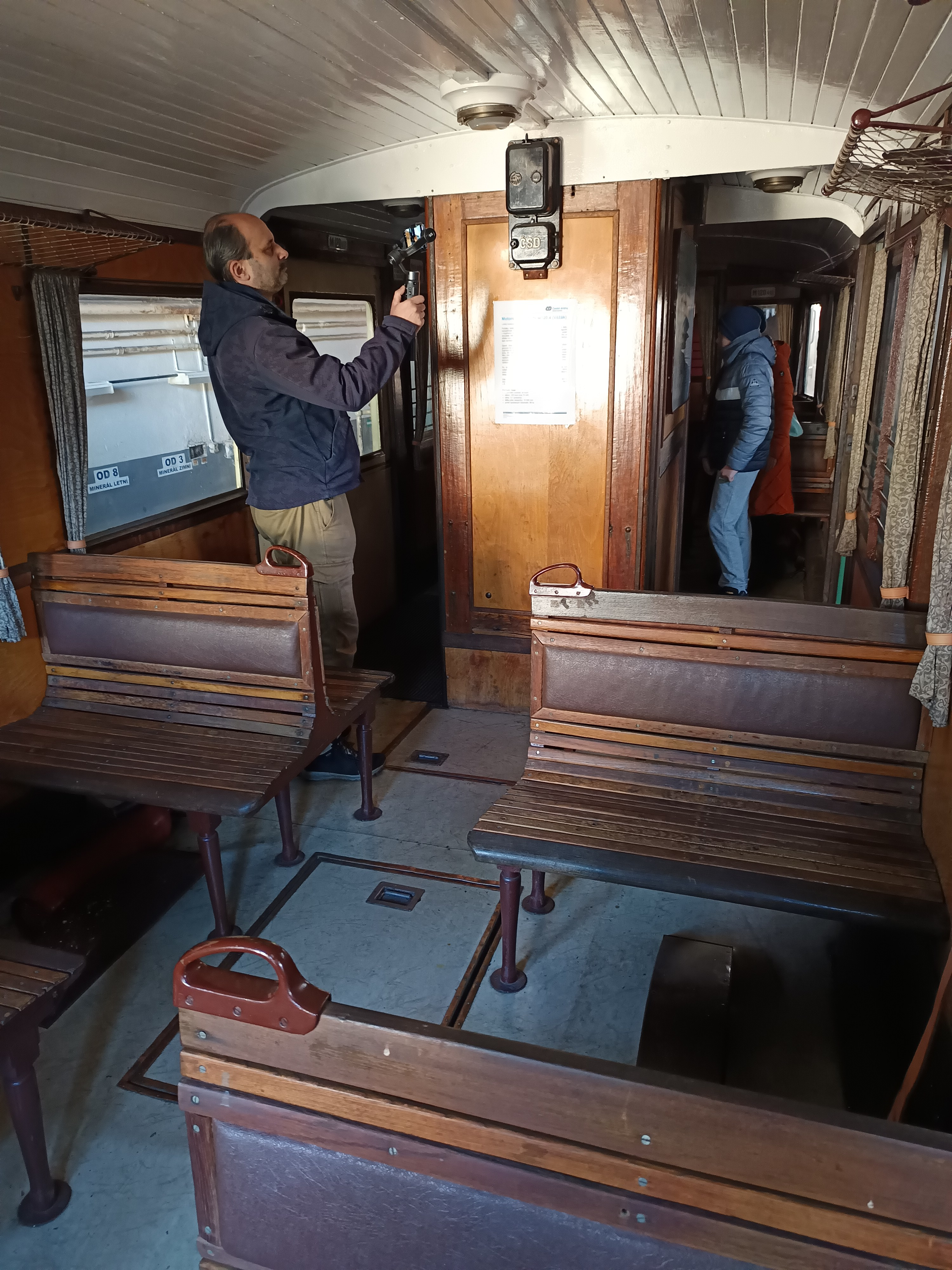
Interiér muzea
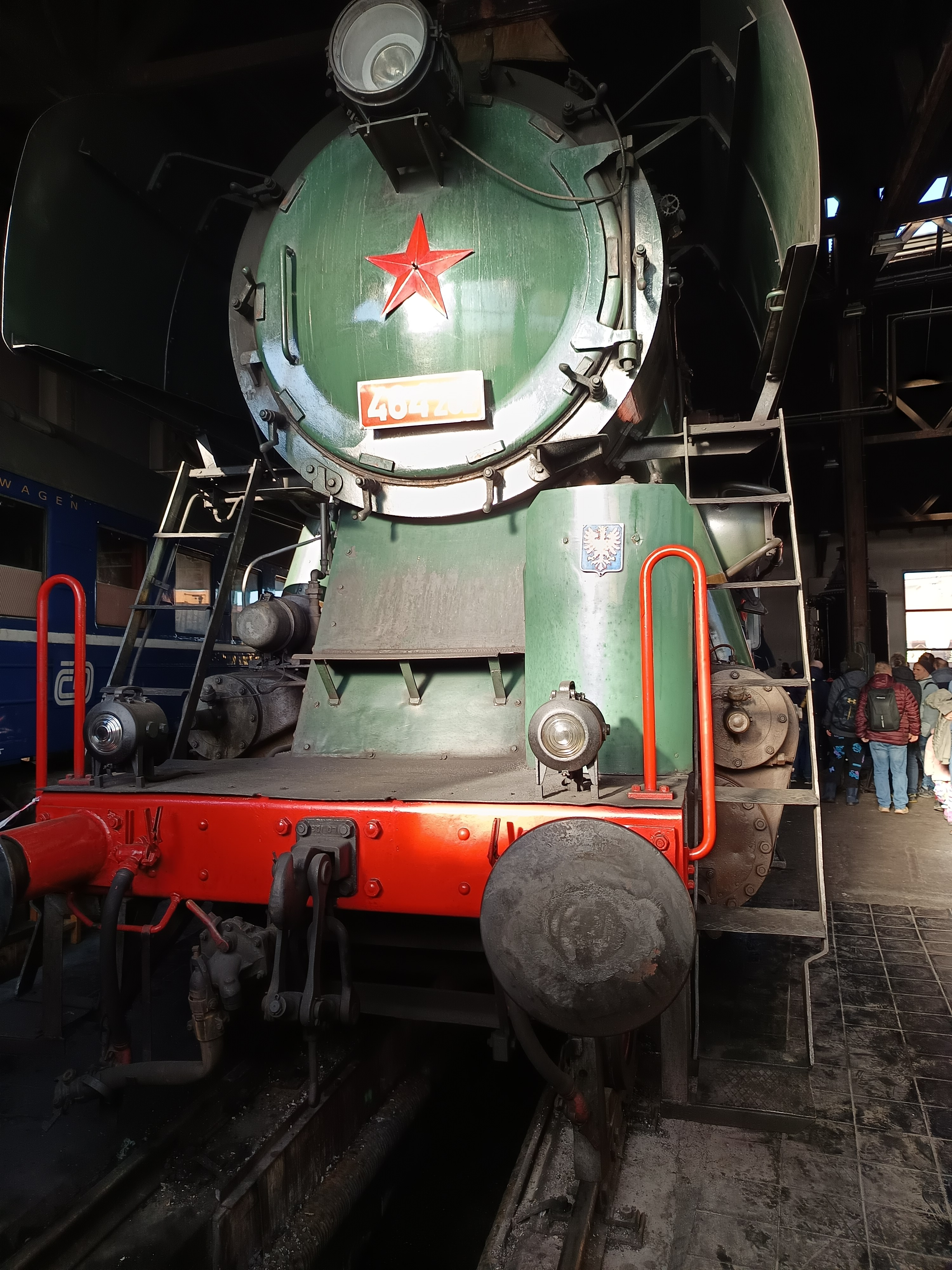
Interiér muzea
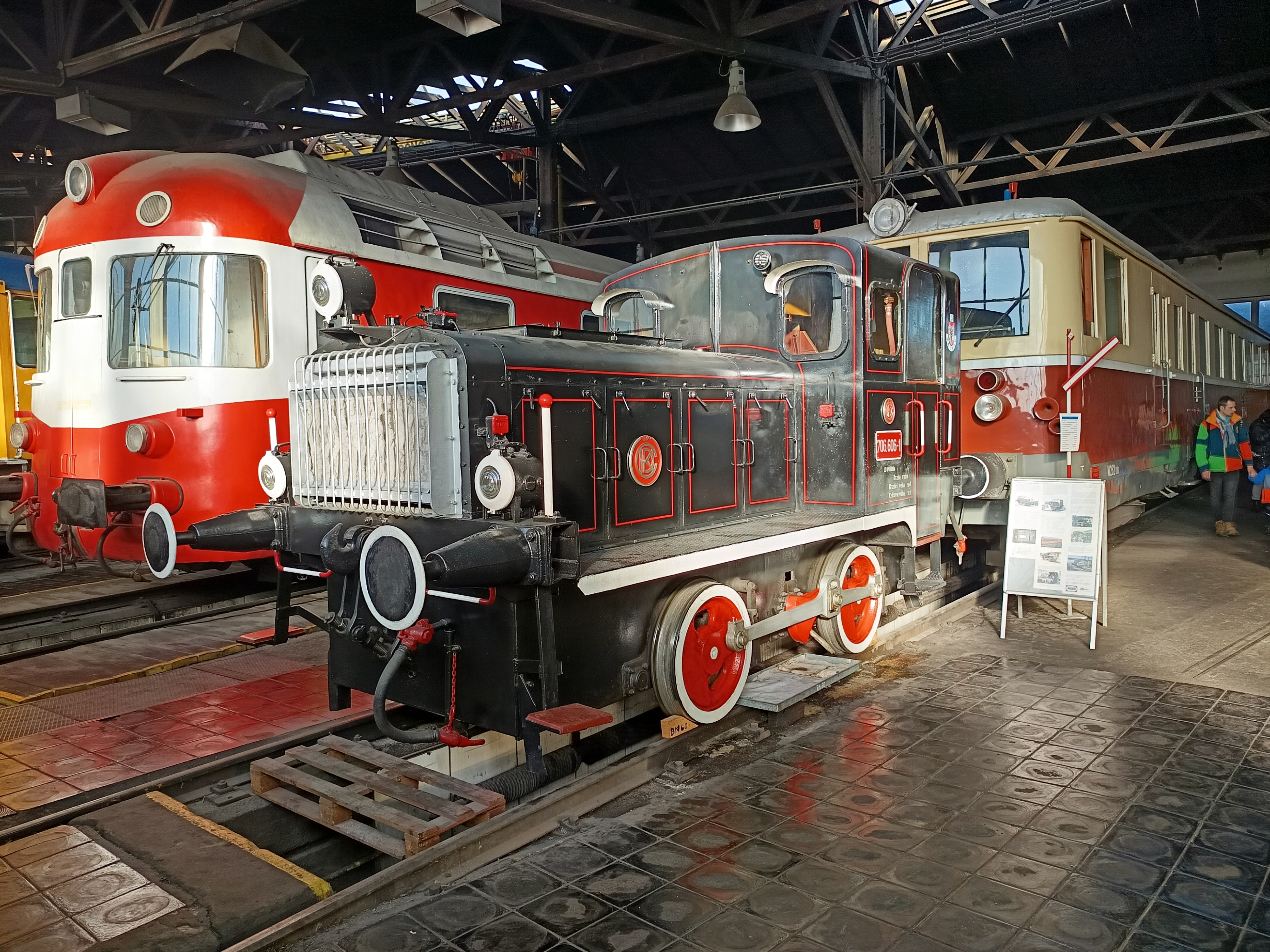
Interiér muzea
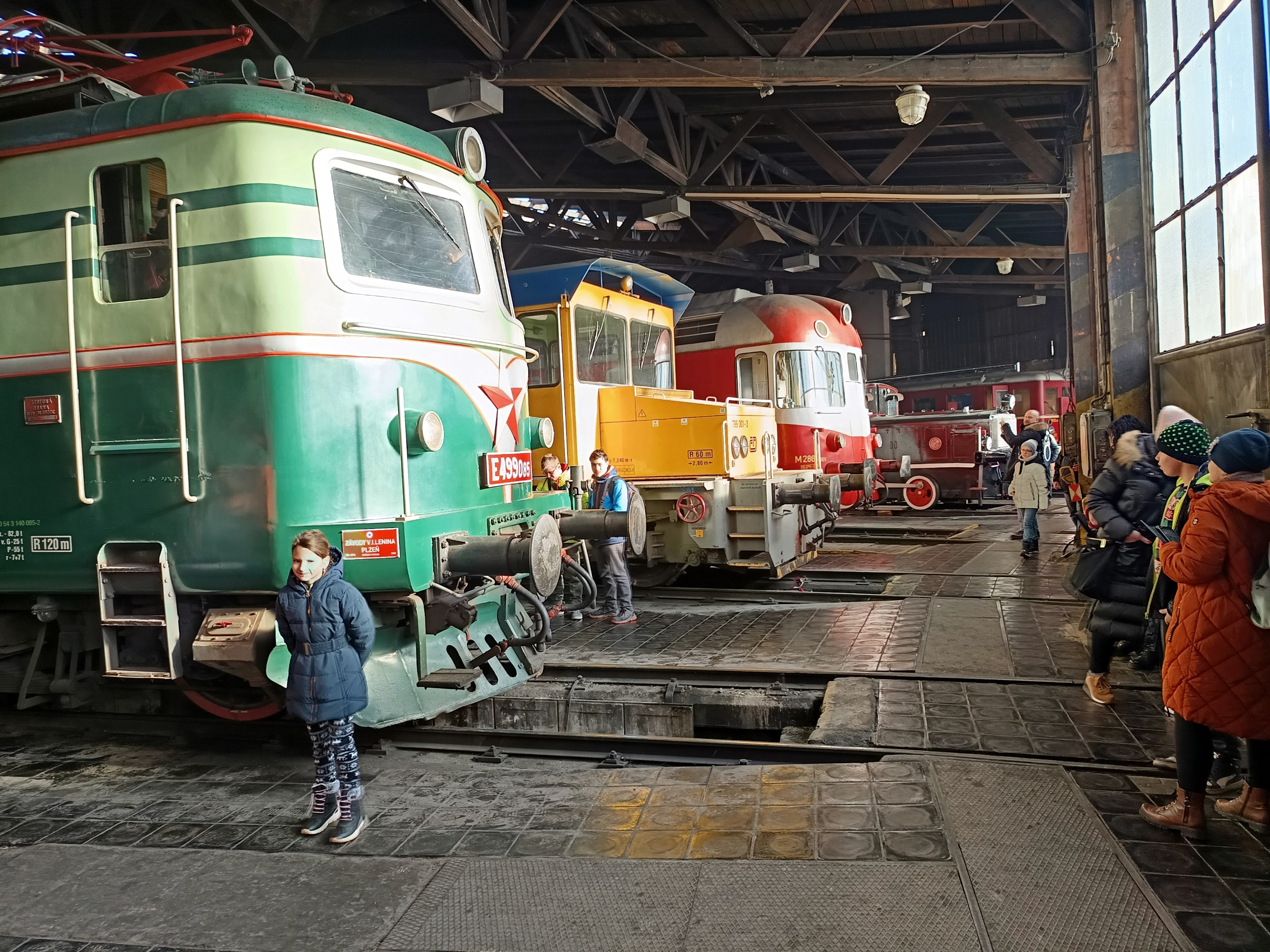
Interiér muzea